# The Isaac Hayes Movement
 (février 2024).
Si vous disposez d'ouvrages ou d'articles de référence ou si vous connaissez des sites web de qualité traitant du thème abordé ici, merci de compléter l'article en donnant les références utiles à sa vérifiabilité et en les liant à la section « Notes et références ».
Albums de Isaac Hayes
Hot Buttered Soul
(1969) To Be Continued
(1970)
The Isaac Hayes Movement est le troisième album studio d'Isaac Hayes, sorti en 1970. Il a été 5 semaines en tête du Top R&B/Hip-Hop Albums.

## Titres
Face 1
1. I Stand Accused (Jerry Butler, William Butler) – 11:39
2. One Big Unhappy Family (Charles Chalmers, Sandra Rhodes) – 5:54

Face 2
1. I Just Don't Know What to Do with Myself (Burt Bacharach, Hal David) – 7:05
2. Something (George Harrison) – 11:45